# Steinkopf (Sudafrica)
Steinkopf è una cittadina sudafricana situata nella municipalità distrettuale di Namakwa nella provincia del Capo Settentrionale.

## Geografia fisica
Il piccolo centro abitato è situato a circa 45 chilometri a nord-nord-ovest di Springbok.